# Empoli F.C.
Empoli F.C. je italijanski nogometni klub s sedežem v mestu Empoli v italijanski deželi Toskani. Klub je bil ustanovljen leta 1920, svojo prvo tekmo pa je odigral leto pozneje. Klub trenutno nastopa v Serie A, svoje domače tekme pa igra na stadionu Carlo Castellani.